# Зона покрытия спутника
Зона покрытия спутника — часть поверхности земного шара (или часть зоны видимости), в пределах которой обеспечивается уровень сигналов от спутников связи, необходимый для их приема с заданным качеством, а также гарантируется способность приема на входе ИСЗ сигналов от земной станции, обладающей определёнными параметрами.
Зона покрытия зависит от таких параметров как позиция спутника на орбите (необязательно геостационарной), диаграммы направленности транспондеров, и мощности передатчика.

## Виды покрытия
Виды зон покрытия спутника:
- глобальные (вся видимая с ИСЗ часть поверхности Земли при малой неравномерности усиления бортовой антенны. Ширина луча антенны ИСЗ при этом составляет 17,4° для угла прихода 0°);
- полуглобальные;
- зональные.

Проекция зоны покрытия на географическую карту называется картой покрытия. На карте покрытия указываются уровни мощности сигнала, например — 53 dbW, 50 dbW, 48dbW, 45 dbW и 40 dbW. Чем больше мощность, тем меньшего диаметра антенна требуется для нормального приема сигнала.
Зона покрытия спутника является основной характеристикой, определяющей возможность принятия сигнала со спутника.

## Определение покрытия
Зона покрытия конкретного транспондера спутника с геостационарной орбитой определяется по карте покрытия и ограничена его зоной видимости, расстоянием до него, геологическими и иными препятствиями (картой покрытия не учитываются). Покрытия конкретной местности сигналами со спутников определяется по зонам их покрытия. Обычно, сразу же, ограничиваются спутниками находящимися в прямой видимости (выше горизонта), определяя углы минимальной и максимальной долготы. Для облегчения расчётов обычно применяются специализированные программы. Они позволяют как минимум отфильтровать спутники, находящиеся не в прямой видимости с конкретной местности, например, Satellite Antenna Alignment и SATTV.